# Listă de filme australiene din 2009
Aceasta este o listă de filme australiene din 2009:

## Lista
| Titlu                     | Regizor                | Actori                                                                          | Gen              | Note                                                                   | Premiera      |
| ------------------------- | ---------------------- | ------------------------------------------------------------------------------- | ---------------- | ---------------------------------------------------------------------- | ------------- |
| $9.99                     | Tatia Rosenthal        | Geoffrey Rush Joel Edgerton Anthony LaPaglia Claudia Karvan                     | Animație Drama   | Regent Releasing                                                       | 17 septembrie |
| Bad Bush                  | Samuel Genocchio       | Chris Sadrinna Jeremy Lindsay Taylor Viva Bianca Malcolm Kennard                | Thriller         | Veni Vidi Vici Films                                                   | 07 mai        |
| Balibo                    | Robert Connolly        | Anthony LaPaglia Oscar Isaac Gyton Grantley Damon Gameau                        | War              | Transmission Films Bazat pe romanul Cover Up de Jill Jolliffe          | 14 august     |
| Beautiful                 | Dean O'Flaherty        | Deborra-Lee Furness Erik Thomson Peta Wilson Tahyna Tozzi                       | Drama            | Jump Street Films                                                      | 05 martie     |
| Beautiful Kate            | Rachel Ward            | Ben Mendelsohn Bryan Brown Maeve Dermody Rachel Griffiths                       | Drama            | Roadshow Entertainment Bazat pe romanul omonim de Newton Thornburg     | 06 august     |
| Blessed                   | Ana Kokkinos           | Miranda Otto Deborra-Lee Furness William McInnes Tasma Walton                   | Drama            | Icon Film Distribution                                                 | 10 septembrie |
| The Boys Are Back         | Scott Hicks            | Clive Owen Laura Fraser Emma Lung Erik Thomson Julia Blake                      | Drama            | Miramax Films Bazat pe romanul The Boys Are Back In Town de Simon Carr | 12 noiembrie  |
| Bright Star               | Jane Campion           | Ben Whishaw Abbie Cornish Kerry Fox Thomas Sangster                             | Biography Drama  | Apparition Films                                                       | 26 decembrie  |
| Broken Hill               | Dagen Merill           | Luke Arnold Alexa Vega Timothy Hutton Rhys Wakefield                            | Drama            | Umbrella Entertainment                                                 | 11 septembrie |
| Cedar Boys                | Sehat Caradee          | Rachael Taylor Martin Henderson Les Chantery Daniel Amalm Buddy Dannoun         | Drama            | Mushroom Pictures                                                      | 30 iulie      |
| Charlie & Boots           | Dean Murphy            | Paul Hogan Shane Jacobson Roy Billing Morgan Griffin                            | Comedie          | Paramount Pictures                                                     | 03 septembrie |
| Closed for Winter         | James Bogle            | Natalie Imbruglia Danielle Catanzariti Deborah Kennedy Daniel Frederiksen       | Drama            | Omnilab Media Bazat pe romanul omonim de Georgia Blain                 | 23 aprilie    |
| The Combination           | David Field            | George Basha Firass Dirani Clare Bowen Vaughn White                             | Drama            | Australian Film Syndicate                                              | 26 februarie  |
| Coffin Rock               | Rupert Glasson         | Lisa Chappell Robert Taylor Sam Parsonson Joseph Del Re                         | Thriller         | Ultra Films                                                            | 22 octombrie  |
| Crush                     | John V. Soto           | Chris Egan Emma Lung Brooke Harman Christian Clark                              | Thriller         | Phase 4 Films                                                          | 10 aprilie    |
| Disgrace                  | Steve Jacobs           | Eriq Ebouaney John Malkovich Jessica Haines Antoinette Engel                    | Drama            | Dendy Films Bazat pe romanul omonim de J. M. Coetzee                   | 08 iunie      |
| Eraser Children           | Nathan Christoffel     | Rob Alec Simon Barbaro Justin Bechtold Andrew Baker                             | Comedie          | Colour Pictures                                                        | 29 august     |
| Family Demons             | Ursula Dabrowsky       | Cassandra Kane Kerry Reid Alex Rafalowicz Tommy Darwin                          | Horror           | Peacock Films                                                          | 25 martie     |
| Home of Strangers         | Doan Nguyen            | Jimmy Huynh Nicole Pritchard Karen Truong Laurent Boiteux                       | Action           | Passage Entertainment                                                  | 01 august     |
| I.C.U.                    | Aash Aaron             | Margot Robbie Aash Aaron Ozzie Devrish Christian Radford                        | Thriller         | Osiris Entertainment                                                   | 11 noiembrie  |
| In Her Skin               | Simone North           | Miranda Otto Guy Pearce Ruth Bradley Sam Neill                                  | Thriller         | Goldcrest Films Bazat pe romanul Perfect Victim de Elizabeth Southall  | 14 martie     |
| Last Ride                 | Glendyn Ivin           | Hugo Weaving Tom Russell Kelton Pell Anita Hegh                                 | Drama            | Madman Entertainment Bazat pe romanul omonim de Denise Young           | 02 iulie      |
| Lucky Country             | Kriv Stenders          | Aden Young Toby Wallace Hanna Mangan-Lawrence Eamon Farren                      | Drama            | Transmission Films                                                     | 16 iulie      |
| Mao's Last Dancer         | Bruce Beresford        | Bruce Greenwood Chi Cao Kyle MacLachlan Joan Chen                               | Biography        | Roadshow Entertainment Bazat pe romanul omonim de Li Cunxin            | 01 octombrie  |
| Mary and Max              | Adam Elliot            | Toni Collette Eric Bana Barry Humphries Philip Seymour Hoffman Bethany Whitmore | Animație Comedie | Icon Films                                                             | 09 aprilie    |
| My Year Without Sex       | Sarah Watt             | Matt Day Sacha Horler Portia Bradley Jonathan Segat                             | Drama            | Hibiscus Films                                                         | 28 mai        |
| Offside                   | Gian Carlo Petraccaro  | Terry Rogers Saxon Cordeaux Ben Darsow Natascha Dowsett                         | Romance          | Urtext Film Productions                                                | 25 februarie  |
| Prey                      | George T. Miller       | Natalie Bassingthwaighte Jesse Johnson Natalie Walker Ben Kermode               | Horror           | Top Cat Films                                                          | 12 mai        |
| Prime Mover               | David Caesar           | Michael Dorman Emily Barclay Ben Mendelsohn William McInnes                     | Drama            | Transmission Films                                                     | 08 iunie      |
| Samson and Delilah        | Warwick Thornton       | Rowan McNamara Marissa Gibson Scott Thornton Matthew Gibson                     | Drama            | Madman Entertainment                                                   | 07 mai        |
| Stone Bros.               | Richard Frankland      | Luke Carroll Peter Phelps Jai Courtney Leon Burchill                            | Comedie          | Warner Bros.                                                           | 12 septembrie |
| Storage                   | Michael Craft          | Saskia Burmeister Robert Mammone Matthew Scully Robert Price                    | Horror           | Rich Vein Productions                                                  | 16 august     |
| Subdivision               | Sue Brooks             | Ashley Bradnam Gary Sweet Brooke Satchwell Aaron Fa'aoso                        | Comedie          | Buena Vista International                                              | 20 august     |
| Tomboys                   | Nathan Hill            | Candice Day Naomi Davis Sash Milne Allie Hall                                   | Horror           | Alliance Motion Pictures                                               | 16 octombrie  |
| Two Fists, One Heart      | Shawn Seet             | Daniel Amalm Ennio Fantastichini Jessica Marais Tim Minchin                     | Drama            | Walt Disney                                                            | 19 martie     |
| Van Diemen's Land         | Jonathan auf der Heide | Oscar Redding Torquil Neilson Tom Wright                                        | Thriller         | Madman Entertainment                                                   | 24 septembrie |
| Where the Wild Things Are | Spike Jonze            | Max Records Catherine Keener Mark Ruffalo James Gandolfini                      | Fantasy          | Warner Bros. Bazat pe un roman omonim de Maurice Sendak                | 03 decembrie  |

## Legături externe
- Filme australiene din 2009 la IMDb.com